# 迪爾斯加普 (北卡羅萊納州)
迪爾斯加普（英語：Deals Gap）是位於美國北卡羅萊納州斯溫縣的非建制地區。

## 地理
迪爾斯加普所處的海拔為高於海平面606米（即1988英呎），而該地所採用的時區為UTC-5，即北美东部时区（EST）。同時該地設有夏令時間，為UTC-5調快一小時，即UTC-4（EDT）。